# Leopold IV Szczodry
Leopold IV Szczodry (ur. ok. 1108; zm. 18 października 1141 w Niederalteich) – od 1136 margrabia Austrii, od 1139 książę Bawarii.

## Życiorys
Leopold był młodszym synem margrabiego Leopolda III Świętego i Agnieszki von Waiblingen. Z nieznanych przyczyn objął władzę po śmierci ojca z pominięciem starszych braci Adalberta II Pobożnego i Henryka II Jasomirgotta.
Spokrewniony przez matkę ze Staufami wspierał króla Konrada III przeciw Welfom. Za okazane poparcie został wynagrodzony Bawarią, która wcześniej należała do Welfów, a jego brat Otto został biskupem Freising.
W 1137 dokonał wymiany z biskupem pasawskim Reginmarem. Biskup otrzymał kościół św. Piotra w Wiedniu, a margrabia obszary wokół miasta z wyjątkiem terenu, na którym miał być wzniesiony nowy kościół parafialny, późniejsza katedra św. Szczepana.
28 września 1138 Leopold IV ożenił się z Marią, córką księcia czeskiego Sobiesława I. Małżeństwo było bezdzietne. Leopold został pochowany w opactwie Heiligenkreuz.